# Gervasio de Posadas Belgrano
Gervasio de Posadas Belgrano (Montevideo, 15 de marzo de 1902 - 12 de febrero de 1988) fue un abogado y político uruguayo.

## Familia
Hijo de Luis de Posadas Estévez, descendiente del patricio argentino Gervasio Antonio de Posadas; y de Carmen Belgrano Zorrilla de San Martín (prima del poeta Juan Zorrilla de San Martín), también desciende del patriciado argentino por su antepasado Manuel Belgrano. Residió en la "casa-quinta de Posadas", en el actual barrio Parque Posadas.
De su matrimonio con María Luisa Montero nacieron cinco hijos: Luis,Juan Martín, Diego, Fernando e Ignacio, .

## Carrera
Graduado como abogado en 1926. Poco después funda un estudio en sociedad con Arturo Lerena Acevedo (hoy el estudio lleva el nombre de Posadas, Posadas y Vecino).
Fue subsecretario de Industria y Trabajo en 1935-1936, y posteriormente Ministro en 1939-1941, durante la presidencia de Alfredo Baldomir. Ocupó un escaño en el Senado en 1941-1942. Miembro fundador del Movimiento Popular Nacionalista en 1953, se postuló en la lista a la integración del Consejo Nacional de Gobierno en las elecciones del año siguiente. En 1956, participa de la fundación de la Unión Blanca Democrática, volviendo a comparecer como candidato al Consejo en 1958. Entre sus jóvenes seguidores se formó Dardo Ortiz.
También participó activamente en la Cámara de Comercio y en la Cámara de Industrias, de la cual fue presidente. Sus actividades gremiales incluyeron ser socio fundador de la Federación Rural del Uruguay y del Colegio de Abogados. En el ámbito empresarial, integró el directorio de varias empresas, entre las cuales: Montevideo Refrescos, s.a (Coca Cola), Ildu, s.a y el Banco de La Caja Obrera, del cual fue presidente.
Fue docente universitario de Derecho Comercial, y publicó numerosos libros.
Tuvo también intensa actividad comunitaria y deportiva: fundador del Club Católico, asesor del rectorado de la Universidad Católica, fundador del Club Unión Atlética, campeón rioplatense de 100 m planos, entre otras actividades